# Nolan Baumgartner
Nolan Baumgartner (* 23. März 1976 in Calgary, Alberta) ist ein ehemaliger kanadischer Eishockeyspieler und derzeitiger -trainer, der während seiner aktiven Laufbahn unter anderem für die Washington Capitals, Chicago Blackhawks, Vancouver Canucks, Pittsburgh Penguins, Philadelphia Flyers und Dallas Stars aus der National Hockey League aktiv war. Seit der Saison 2024/25 ist er als Assistenztrainer der Ottawa Senators tätig.

## Karriere

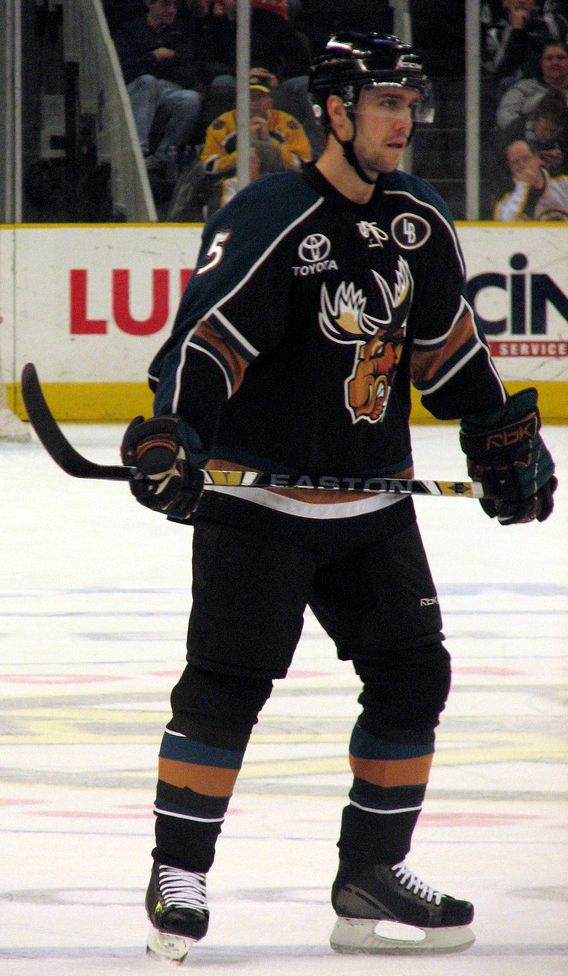
Baumgartner im Trikot der Manitoba Moose(2009)

Der 1,88 m große Verteidiger begann seine Profikarriere bei den Kamloops Blazers in der kanadischen Juniorenliga Western Hockey League. Mit den Blazers gewann der Rechtsschütze 1994 den Memorial Cup, die kanadische Juniorenmeisterschaft, und wurde im anschließenden NHL Entry Draft als Zehnter in der ersten Runde von den Washington Capitals ausgewählt. Zunächst blieb Baumgartner jedoch in der WHL, wo er 1995 seinen zweiten Memorial Cup gewann und zum zweiten Mal in Folge ins Memorial Cup All-Star Team gewählt wurde. Außerdem wurde er zum Most Valuable Player der WHL gekürt und mit der Bill Hunter Trophy als bester Verteidiger der Liga ausgezeichnet.
In der Saison 1995/96 stand der Kanadier zum ersten Mal für die Capitals in der NHL auf dem Eis, eine schwere Schulterverletzung behinderte aber zunächst seinen weiteren Werdegang in der höchsten nordamerikanischen Profiliga, sodass Baumgartner in der Folgezeit meistens bei den Portland Pirates, dem Farmteam der Washington Capitals in der American Hockey League, eingesetzt wurde. Am 20. Juli 2000 wurde der Abwehrspieler schließlich im Tausch gegen Rémi Royer zu den Chicago Blackhawks transferiert, die ihn aber auch fast ausschließlich bei ihrem Kooperationspartner, den Norfolk Admirals, in der AHL einsetzten.
Am 11. Juli 2002 wurde Nolan Baumgartner als Free Agent von den Vancouver Canucks verpflichtet. Nach nur einer Spielzeit wurde der Kanadier allerdings auf die Waiver-Liste gesetzt und anschließend von den Pittsburgh Penguins unter Vertrag genommen. Auch diese stellten ihn jedoch nach wenigen Wochen auf die Waiver-Liste, sodass der Abwehrspieler nach Vancouver zurückkehrte. Von den Canucks wurde Baumgartner in der Folgezeit bei den Manitoba Moose in der AHL eingesetzt. Nach dem Lockout in der Saison 2004/05 schaffte Baumgartner den Sprung in den NHL-Kader der Canucks, mit 34 Scorerpunkten wurde er bester Verteidiger des Teams in der Spielzeit. Im Juli 2007 unterschrieb der Kanadier einen Zweijahresvertrag bei den Philadelphia Flyers, hier verlor er seinen Stammplatz jedoch nach nur sechs Einsätzen und spielte fortan bei den Philadelphia Phantoms in der American Hockey League. Nach einem ebenso erfolglosen Engagement bei den Dallas Stars kehrte der Verteidiger 2008 abermals zu den Canucks zurück, von denen er allerdings bis zum Saisonende 2010/11 meistens in der AHL bei den Manitoba Moose eingesetzt wurde. In der Saison 2011/12 spielte Baumgartner für das neue Farmteam der Canucks, die Chicago Wolves. Im Oktober 2011 wurde der Verteidiger zum achten Mannschaftskapitän in der Historie der Wolves ernannt.
Nach Abschluss dieser Spielzeit beendete er seine aktive Karriere und wurde anschließend bei den Chicago Wolves als Assistenztrainer unter Scott Arniel tätig. Nach einer Saison dort wechselte er in gleicher Funktion zu den Utica Comets, bevor er im Juni 2017 in deren NHL-Kooperationsteam, die Vancouver Canucks, befördert wurde. Diese Funktion hatte er über vier Jahre inne, bevor er im Dezember 2021 samt Cheftrainer Travis Green entlassen wurde. Zur Spielzeit 2022/23 wurde Baumgartner von seinem Ex-Team Manitoba Moose als Assistenztrainer verpflichtet. Nach zwei Jahren dort kehrte er zur Saison 2024/25 in die NHL zurück, wo er von den Ottawa Senators angestellt wurde.

### International
Mit der kanadischen U20-Nationalmannschaft gewann Nolan Baumgartner bei den U20-Weltmeisterschaften 1995 und 1996 die Goldmedaille. Insgesamt bestritt er 13 Junioren-WM-Spiele und erzielte dabei ein Tor und zwei Assists.

## Erfolge und Auszeichnungen
| - 1994 President’s-Cup-Gewinn mit den Kamloops Blazers - 1994 Memorial-Cup-Gewinn mit den Kamloops Blazers - 1994 Memorial Cup All-Star Team - 1995 Bill Hunter Memorial Trophy - 1995 WHL First All-Star Team - 1995 President’s-Cup-Gewinn mit den Kamloops Blazers - 1995 CHL Defenceman of the Year - 1995 CHL First All-Star Team | - 1995 Memorial-Cup-Gewinn mit den Kamloops Blazers - 1995 Memorial Cup All-Star Team - 1996 Bill Hunter Memorial Trophy - 1996 WHL First All-Star Team - 2005 Teilnahme am AHL All-Star Classic - 2007 Teilnahme am AHL All-Star Classic - 2010 Teilnahme am AHL All-Star Classic - 2022 Aufnahme in die AHL Hall of Fame |

### International
- 1995 Goldmedaille bei der Junioren-Weltmeisterschaft
- 1996 Goldmedaille bei der Junioren-Weltmeisterschaft
- 1996 All-Star-Team der Junioren-Weltmeisterschaft

## Karrierestatistik
(Legende zur Spielerstatistik: Sp oder GP = absolvierte Spiele; T oder G = erzielte Tore; V oder A = erzielte Assists; Pkt oder Pts = erzielte Scorerpunkte; SM oder PIM = erhaltene Strafminuten; +/− = Plus/Minus-Bilanz; PP = erzielte Überzahltore; SH = erzielte Unterzahltore; GW = erzielte Siegtore; 1 Play-downs/Relegation; Kursiv: Statistik nicht vollständig)